# Afromynoglenes parkeri
Genre
Espèce
Afromynoglenes parkeri, unique représentant du genre Afromynoglenes, est une espèce d'araignées aranéomorphes de la famille des Linyphiidae.

## Distribution
Cette espèce est endémique d'Éthiopie. 

## Publication originale
- Merrett & Russell-Smith, 1996 : New mynoglenine spiders from Ethiopia (Araneae: Linyphiidae: Mynogleninae). Bulletin of the British Arachnological Society, vol. 10, p. 218-224.